# 아라이촌 (후쿠시마현 시노부군)
아라이촌(荒井村)은 후쿠시마현 시노부군에 있던 촌이다. 현재의 후쿠시마시에 해당한다.

## 역사
- 1889년 4월 1일 - 정촌제 시행에 의해 아라이촌이 단독으로 자치체를 형성하였다.
- 1955년 3월 31일 - 후쿠시마시에 편입해, 동일 아라이촌이 폐지되었다.

## 참고문헌
- 角川日本地名大辞典 7 福島県